# Élections municipales du Nouveau-Brunswick de 2004
Les élections municipales du Nouveau-Brunswick de 2004 ont eu lieu le 10 mai 2004 afin d'élire les maires et conseillers municipaux des 104 municipalités que comptait la province à ce moment. Le même jour ont également été organisées les élections des régies régionales de la santé et des conseils scolaires.

## Plébiscites
Des plébiscites ont été organisés dans trois municipalités :
La cité d'Edmundston a interdit la cigarette dans les lieux publics par 74,1 % des voix contre 25,9 %. La cité de Miramichi a voté pour abandonner le système électoral par quartier et plutôt d'avoir des conseillers généraux. Le village de Belledune a voté pour conserver son système électoral par quartiers, avec 63,3 % des voix pour et 36,7 % contre.